# Monsieur Dupont
Monsieur Dupont is een lied op muziek van Christian Bruhn met oorspronkelijk een Duitstalige tekst van Georg Buschor. De Duitse zangeres Manuela (Doris Inge Wegener) bracht het in 1967 voor het eerst uit op een single. Er verschenen verschillende covers. De zangeres Patricia (Paay) bracht in 1967 een Nederlandstalige versie uit onder de naam Wat moet ik doen. De Britse zangeres Sandie Shaw bracht in 1969 een Engelstalige versie uit onder de titel Monsieur Dupont. Alle drie singles werden hits.

## Manuela
Toen Manuela het lied op een single uitbracht, was ze een tieneridool in Duitsland. Op de B-kant staat het nummer Mein Herz war schon fast überredet. Daarnaast verscheen het lied op haar album Manuela Manuela Manuela dat hetzelfde jaar uitkwam. De single bereikte de hitlijsten van Duitsland en Oostenrijk.
Hitnoteringen
| Land/hitlijst | pieknotering | aantal weken |
| ------------- | ------------ | ------------ |
| Duitsland     | 9            | 12           |
| Oostenrijk    | 20           | 4            |

## Patricia
De Nederlandse zangeres Patricia (Paay) bracht in 1967 een Nederlandse versie van het nummer uit op een single met de titel Wat moet ik doen. De Nederlandse tekst was afkomstig van John Möring en het arrangement kwam van Wim Jongbloed.
Op de B-kant staat het nummer Love in dat een cover is van Frech geküsst ist halb gewonnen. Beide nummers kwamen een jaar later terug op haar album Portret van Patricia. In 1982 werd Wat moet ik doen nogmaals uitgebracht, namelijk op de B-kant van de heruitgave van Je bent niet hip uit 1967.
Nederlandse Top 40
| Hitnotering: op 18 november en 2 december 1967 | Hitnotering: op 18 november en 2 december 1967 | Hitnotering: op 18 november en 2 december 1967 | Hitnotering: op 18 november en 2 december 1967 | Hitnotering: op 18 november en 2 december 1967 |
| Week:                                          | 1                                              |                                                | 2                                              |                                                |
| ---------------------------------------------- | ---------------------------------------------- | ---------------------------------------------- | ---------------------------------------------- | ---------------------------------------------- |
| Positie:                                       | 39                                             | uit                                            | 36                                             | uit                                            |

## Sandie Shaw
In januari 1969 verscheen een Engelstalige versie van gelijknamig Monsieur Dupont. Deze single kwam van Sandie Shaw die er twee maanden later mee in het programma Top of the Pops stond. Op de B-kant van de single staat het nummer Voice in the crowd. Monsieur Dupont was dat jaar het openingsnummer op haar elpee Sandie Shaw on stage. De single kwam in verschillende landen in de hitlijsten te staan, waaronder vier weken in de Franstalige hitlijst van België.
Hitnoteringen
| Land/hitlijst       | pieknotering | aantal weken |
| ------------------- | ------------ | ------------ |
| Verenigd Koninkrijk | 6            | 15           |
| België (Wallonië)   | 37           | 4            |
| Ierland             | 10           | 10           |
| Zuid-Afrika         | 6            | 9            |
| Noorwegen           | 5            | 6            |